# 라인강의 기적

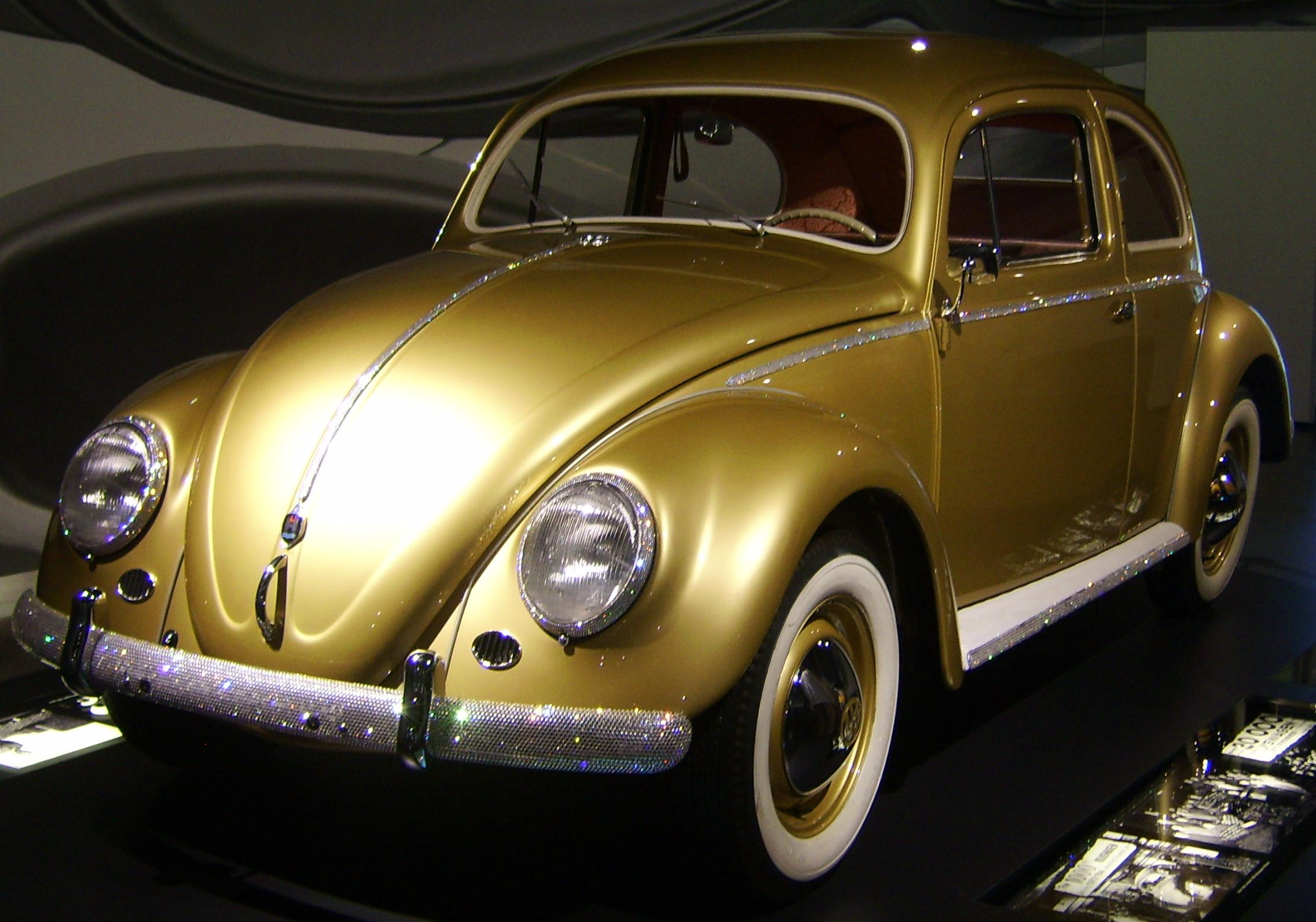
폭스바겐 비틀은 전후 서독 재건의 아이콘이었다. 사진의 예시는 백만 대의 자동차가 생산된 것을 기념하기 위해 제작된 일회성 버전은 다음과 같다.

라인강의 기적(독일어: Das Wirtschaftswunder, das Wunder am Rhein, The Miracle on the Rhine), 또는 국어로 직역시 경제기적(독일어: Wirtschaftswunder)은 제2차 세계 대전 이후 서독의 경제 부흥을 이르는 말이다.

## 배경
제2차 세계대전 종전 후 1973년 오일 쇼크 이전까지의 시기는 '자본주의 황금기'(Golden Age of Capitalism)라 불릴 정도로 전세계적인 경제호황기였으며, 이 시기 많은 국가들이 전후 복구와 경제 성장을 이룩한다.
예를 들어 일본에서는 '전후 경제 기적', 타이완에서는 '대만기적'(台灣奇蹟), 한국에서는 '한강의 기적', 스웨덴에서는 '기록 시대', 프랑스에서는 '영광의 30년'(Trente Glorieuses), 이탈리아에서는 '경제 기적'(il miracolo economico), 그리스에서는 '그리스 경제 기적'(Ελληνικό οικονομικό θαύμα), 멕시코에서는 '멕시코의 기적(Milagro mexicano)' 같은 것들이 있었다.
독일 역시 이 시기에 고도 성장을 이루었으며, 두 차례 세계대전의 패전국으로서 폐허가 된 국민경제를 일으켜 경제 대국으로서 발판을 마련했다.

## 같이 보기
- 독일의 경제
- 고도경제성장
- 마셜 플랜
- 한강의 기적
- 모건소 플랜